# 蒙山郡 (唐朝)
蒙山郡，中国唐朝时设置的郡。
天宝元年（742年）以蒙州改置，治所在立山县（今广西壮族自治区蒙山县东南二十里蒙江南岸）。辖境相当今广西壮族自治区蒙山县一带。下辖立山县、纯义县（今广西蒙山县新圩镇）、东区县（今广西蒙山县陈塘镇沙灵村）。乾元元年（758年）复为蒙州。